# جودة بيئية

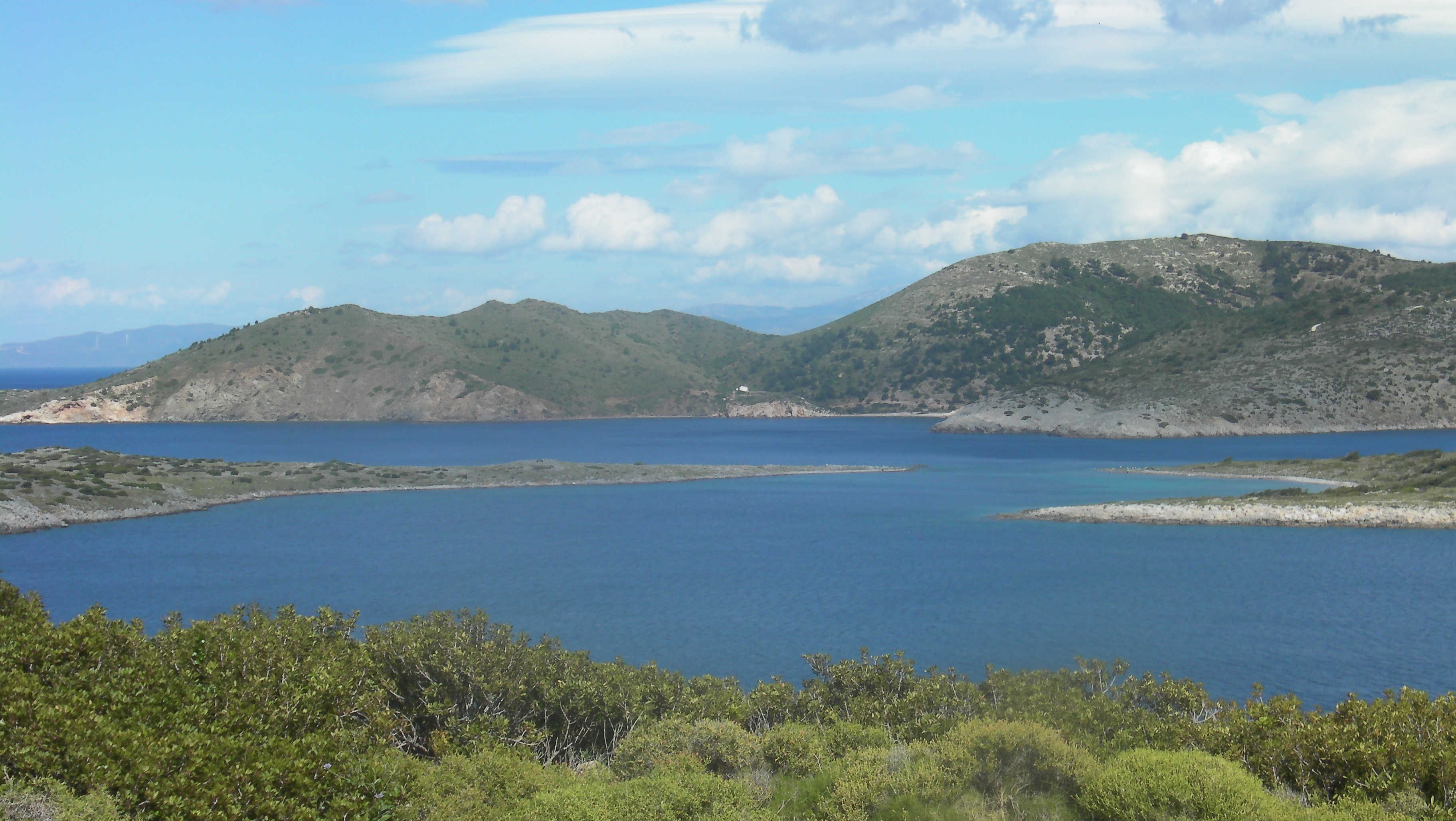
صورة تجمع بعض عناصر البيئة الطبيعية (ماء، هواء، أشجار، الغلاف الجوي، الغازات، كائنات حية داخل الماء، أتربة،صخور)

الجودة البيئة (بالإنجليزية: Environmental quality): هي مجموعة من الخصائص البيئية المعممة أو الموضوعية التي تأثر على الكائنات الحية، حيث تعد أحد المقاييس التي تستخدم لقياس حالة البيئة بالنسبة لمتطلبات العناصر المحيطة والاحتياجات والأغراض البشرية.
تشمل الجودة البيئية كل من جودة البيئة الطبيعية وجودة البيئة الحضرية المبنية من قبل البشر.
البيئة الطبيعية: وتشمل العناصر الحية والغير حية التي تشكلت طبيعيا من غير تدخل العنصرالبشري، وتشمل كل من الهواء، الماء، الحيوانات،الكائنات الحية الدقيقة، النباتات بمختلف أنواعها، الغازات، عناصر الطاقة المتجددة وعناصر الطاقة الغير متجددة، الصخور والغلاف الجوي وطبقاته.
البيئة الحضرية: مايطلق عليها البيئة المبنية أو العالم المبني، وهي البيئة التي صنعها الإنسان ليكون قادرا على العيش فيها والعمل والقيام بنشاطاته اليومية بمختلف المجالات، حيث تشمل علوم البيئة الحضرية الهندسة المعمارية، والعمران، وتكنولوجيا البناء، والهندسة المدنية، وهندسة المناظر الطبيعية، وإدارة عمليات وطفرات البناء.

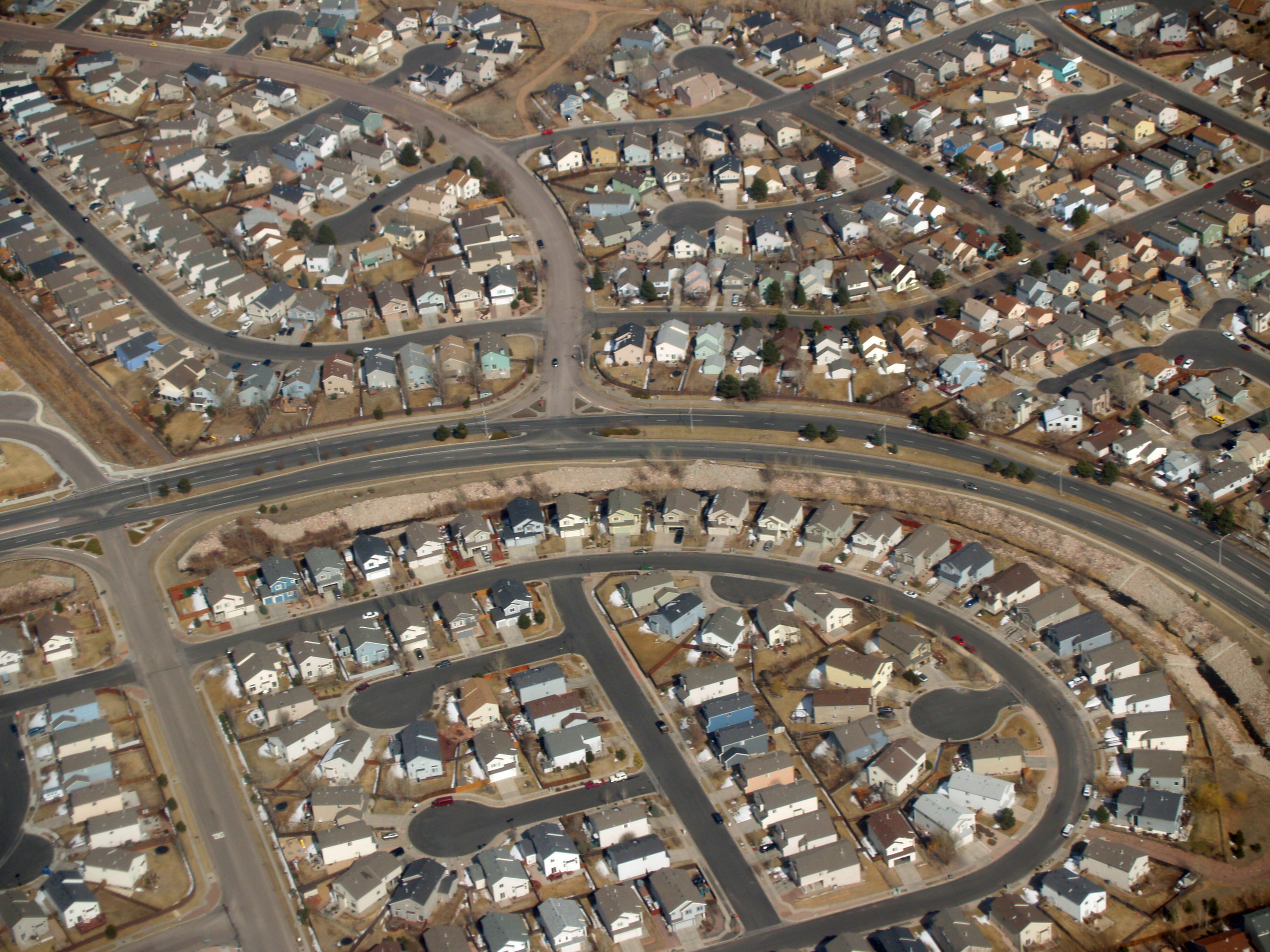
صورة توضح جزء من بيئة حضرية في كولورادو.

فجودة البيئة في كل من البيئة الحضرية والبيئة الطبيعية تشمل التأثير المحتمل للعناصر البيئة على الصحة البدنية والعقلية للعناصر البشرية، فمثلا في البيئة الطبيعية يمكن قياس جودة البيئة عن طريق معرفة مستوى تلوث المياه وتحديد ان كانت المياة ملوثة (غيرصالحة للحياة أو الاستعمال المباشر) أو إذا كانت المياه نقية، أما في الحياة الحضرية يمكن قياس جودة البيئة عن طريق تحديد مدى الضوضاء في المدينة الحضرية ومدى تأثير هذه الضوضاء على الحياة اليومية للعنصر البشري.

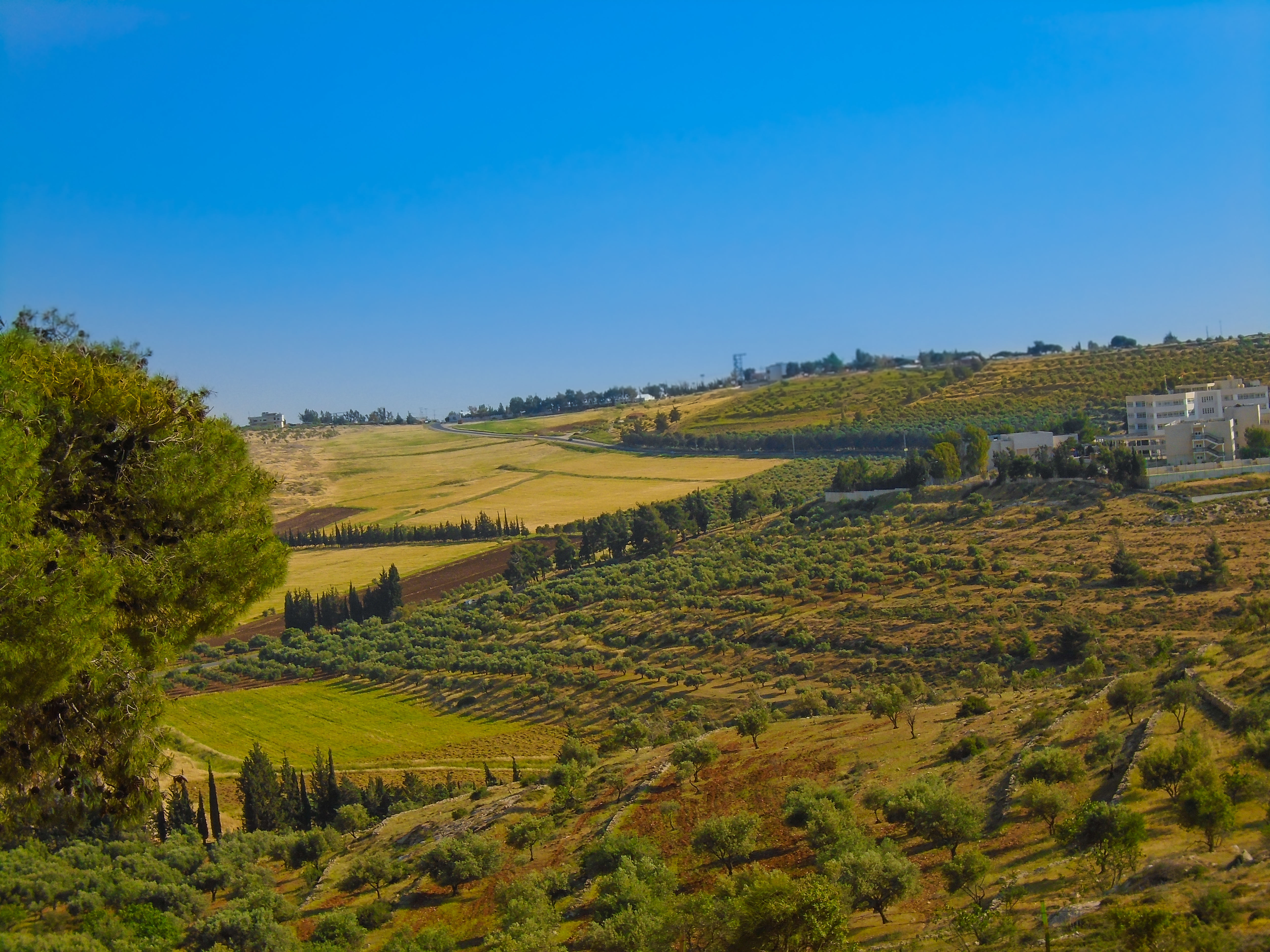
صورة تجمع كل من البيئة الطبيعية والبيئة الحضرية (التقطت الصورة في عمان/الأردن)

أمثلة على مراقبة الجودة البيئية:
 الولايات المتحدة الأمريكية: يتم قياس جودة البيئة وضمان تطبيقها في الولايات المتحدة عن طريق قوانين ومعايير فدرالية يتم مراقبتها من قبل الوكالات التنظيمية، حيث تحتوي كل ولاية من الولايات الأمركية على هيئة إدراية مسؤولة عن مراقبة جودة البيئة والرد على شكاوي المواطنين وتنفيذ القوانين البيئية  وتعد وكالة حماية البيئة الأمريكية EPA هي الوكالة المسؤولة عن التنفيذ الرئيسي لمعظم القوانين البيئية الفيدرالية الرئيسية (مثل قانون الهواء النظيف وقانون المياه النظيفة). وهناك العديد من الوكالات الفيدرالية الأخرى ذات الأدوار الرقابية الهامة مجلس جودة البيئة، ووزارة الداخلية.
 المملكة المتحدة: كانت جودة البيئة في المملكة المتحدة هي المسؤولية الأساسية لوزارة البيئة والأغذية والشؤون الريفية (DEFRA). ومن ثم تم دمج الهيئات السابقة في عام 2001 لإنشاء هذا القسم مع اختصاص أوسع لربط الأنشطة الريفية بالبيئة الطبيعية. حيث يتم نقل بعض المسؤوليات إلى الحكومة الاسكتلندية وتمارسها وكالة حماية البيئة الاسكتلندية (SEPA) والجمعية الوطنية لويلز، في حين أن تنفيذ المبادرات البيئية غالبًا ما يستخدم الشركاء، بما في ذلك: الممرات المائية البريطانية، ووكالة البيئة، ولجنة الغابات، وإنجلترا الطبيعية